# Claudio Pizarro
Claudio Miguel Pizarro Bosio (* 3. Oktober 1978 in Callao) ist ein ehemaliger peruanischer Fußballspieler, der auch die italienische und die deutsche Staatsangehörigkeit besitzt. Der langjährige Nationalspieler Perus spielte bis Juli 2020 bei Werder Bremen, was bereits 1999 seine erste Station in Europa gewesen war. Er stand zudem zweimal beim FC Bayern München unter Vertrag, mit dem er 2013 das Triple gewann, und spielte kurzzeitig auch beim FC Chelsea und dem 1. FC Köln. Pizarro hält in der Bundesliga mehrere Rekorde: Er ist der am häufigsten eingesetzte ausländische Spieler, der älteste Bundesliga-Torschütze, der erste Spieler der Bundesliga-Geschichte, der in 21 Kalenderjahren in Folge mindestens einen Treffer erzielt hat, und außerdem Rekordtorschütze von Werder Bremen.

## Kindheit und Jugend
Seine Kindheit verbrachte Pizarro gemeinsam mit zwei Geschwistern in Santiago de Surco, einem Stadtbezirk von Lima. Er begann 1991 im Alter von zwölf Jahren an der Academica Deportiva Cantolao, einer in seinem Geburtsort ansässigen Jugendakademie mit Fußballverein, mit dem Fußballspielen. Er galt als typischer Straßenfußballer, der sich auch für andere Sportarten wie Basketball, Golf und Tennis interessierte.
Pizarro besitzt als Enkel eines Italieners außerdem die italienische Staatsangehörigkeit.

## Karriere

### Vereine

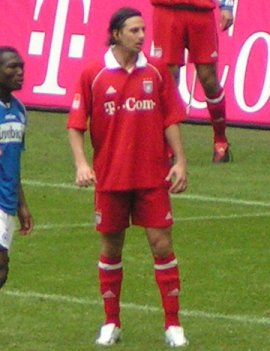
Pizarro im Trikot des
FC Bayern München (2006)

#### Deportivo Pesquero
Pizarro begann seine Profikarriere beim peruanischen Erstligisten Deportivo Pesquero im Alter von 17 Jahren. In der Spielzeit 1996 debütierte er im Spiel gegen Alianza Lima; seine ersten beiden Ligatore erzielte er zwei Wochen später beim 2:1-Sieg gegen Atlético Torino.

#### Alianza Lima
1998 wechselte er zum Ligakonkurrenten und damaligen Meister Alianza Lima und erzielte in den ersten beiden Spielzeiten 25 Tore. Am Ende der Spielzeit 1999 der peruanischen Torneo Apertura belegte er mit der Mannschaft den zweiten Platz hinter Universitario de Deportes.

#### Werder Bremen
1999 wurde er vom Bundesligisten Werder Bremen verpflichtet. In seiner Premierensaison erzielte er zehn Tore in 25 Bundesligaspielen, in der folgenden Saison brachte er es auf 19 Tore in 31 Bundesligaspielen.

#### FC Bayern München
Aufgrund dieser Erfolge wurde der FC Bayern München auf Pizarro aufmerksam und verpflichtete ihn im Sommer 2001 für 15 Millionen DM (8,2 Millionen Euro). Mit Bayern München gewann er 2001 den Weltpokal, 2003, 2005, 2006 das Double und 2004 den DFB-Ligapokal. Der zum 30. Juni 2007 auslaufende Vertrag wurde nicht verlängert, nachdem Pizarro ein Angebot des FC Bayern München abgelehnt hatte.

#### FC Chelsea/Werder Bremen

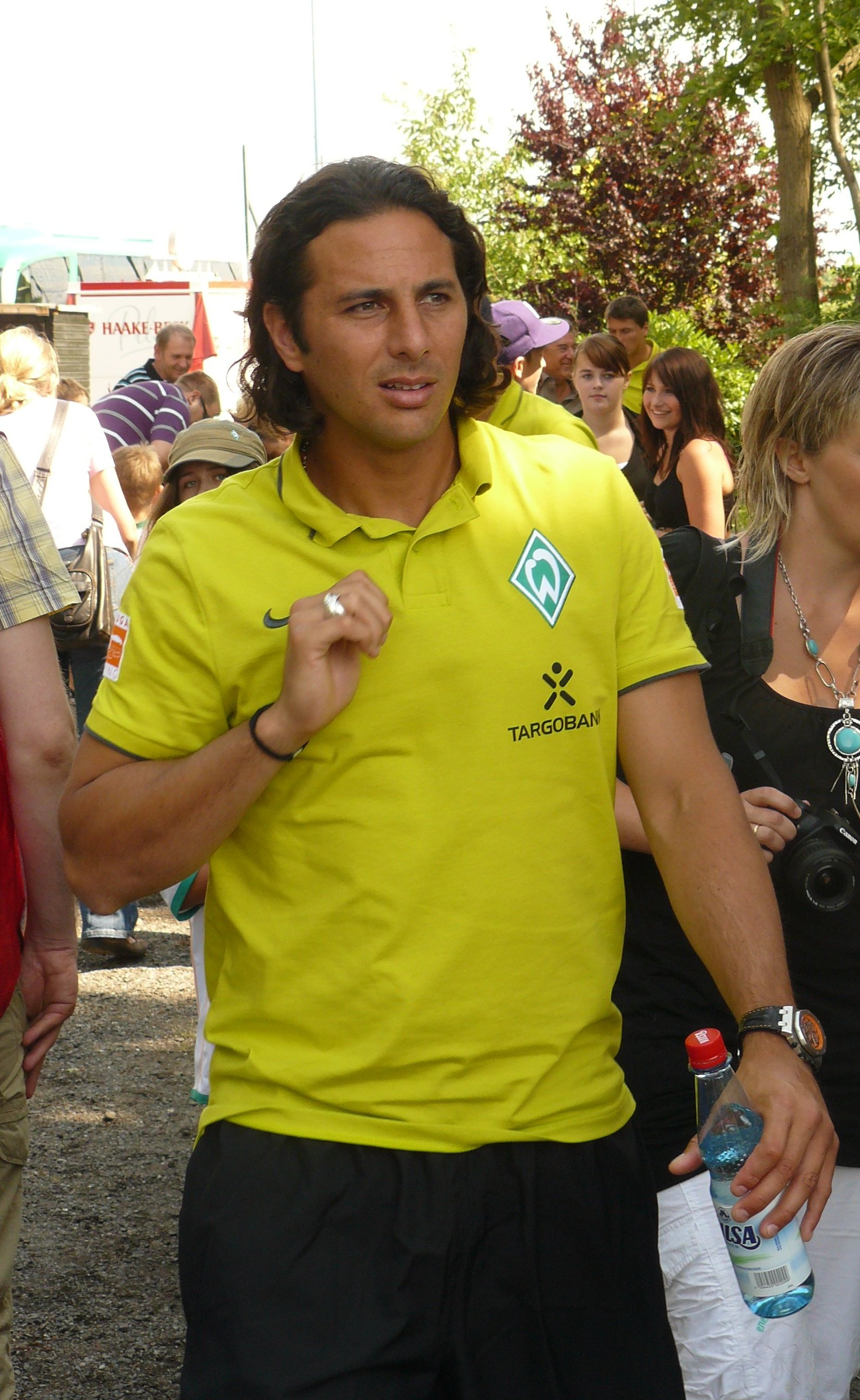
Pizarro in der Vereinskleidung von Werder Bremen (2010)

Zur Saison 2007/08 wechselte Pizarro ablösefrei zum englischen Erstligisten FC Chelsea, bei dem er einen Vierjahresvertrag unterzeichnete. Er konnte sich dort jedoch nicht durchsetzen, wurde meist nur eingewechselt und erzielte lediglich zwei Ligatore.
Daraufhin wechselte er zur Saison 2008/09 für ein Jahr auf Leihbasis wieder zu Werder Bremen, wo er mit 17 Toren erfolgreichster Torschütze wurde und 2009 den DFB-Pokal gewann.
Danach kehrte er zunächst zum FC Chelsea zurück, an den er vertraglich noch zwei weitere Jahre gebunden war. Er absolvierte die Saisonvorbereitung und kam unter anderem im Rahmen der World Football Challenge zum Einsatz, die er mit dem Klub gewann. Ein weiterer Premier-League-Einsatz folgte jedoch nicht. Nach sich über mehrere Wochen hinziehenden Versuchen Werder Bremens, Pizarro erneut zu verpflichten, und nachdem der Trainer Carlo Ancelotti ihn zum Saisonauftakt gegen Hull City nicht in den 18er-Kader berufen hatte, stimmte Chelsea schließlich einer Rückkehr zu. Nach eigenen Angaben schlug Pizarro dabei Angebote von türkischen, griechischen sowie anderen englischen Klubs aus. Am 18. August 2009, drei Tage nach Saisonstart in der Premier League und nachdem bereits zwei Spieltage in der Bundesliga absolviert worden waren, unterzeichnete er einen Dreijahresvertrag mit Werder Bremen mit Option auf ein weiteres Jahr. Bis 2012 erzielte er in drei Jahren 43 Treffer, womit er Giovane Élber als besten ausländischen Schützen der Bundesliga ablöste.

#### Rückkehr zum FC Bayern München

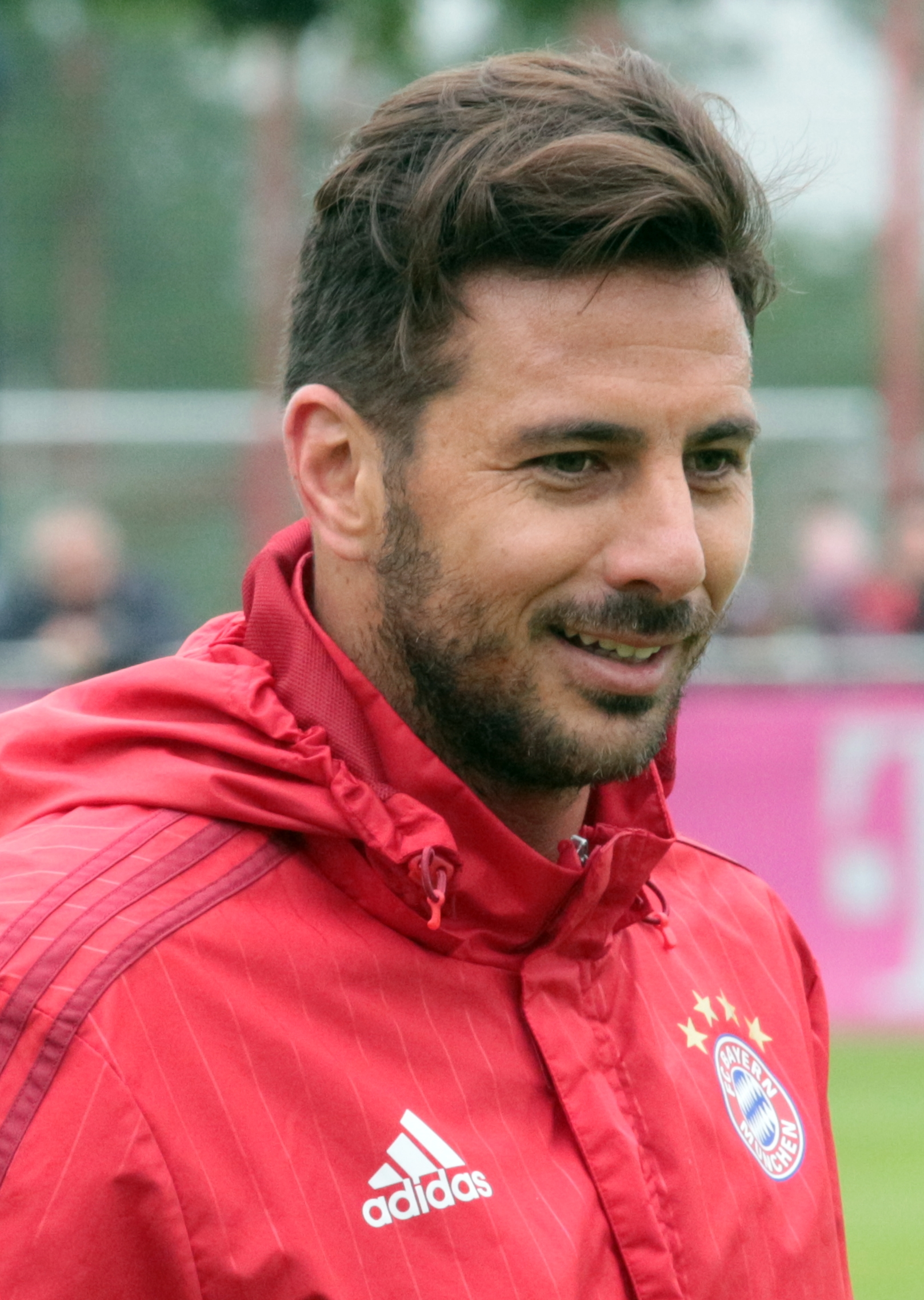
Pizarro im Jahr 2013

Zur Saison 2012/13 kehrte Pizarro ablösefrei zum FC Bayern München zurück, bei dem er einen bis zum 30. Juni 2013 gültigen Vertrag unterzeichnete. Nach einigen Bundesliga-Kurzeinsätzen erzielte er am 7. November 2012 beim 6:1-Sieg im vierten Champions-League-Gruppenspiel gegen den OSC Lille drei Tore. Am 30. März 2013 gelangen ihm beim 9:2-Sieg im Heimspiel gegen den Hamburger SV vier Tore und er bereitete zwei Tore vor. Am Saisonende gewann er mit dem FC Bayern München das Triple. Im Juli 2013 wurde Pizarros Vertrag um ein Jahr bis zum 30. Juni 2014 verlängert.
2014 gewann Pizarro seine fünfte Meisterschaft und seinen fünften DFB-Pokal mit den Bayern; Pizarros Vertrag wurde um ein weiteres Jahr – bis 30. Juni 2015 – verlängert. Ein am 3. November 2014 im Training erlittener Muskelbündelriss im Oberschenkel zwang ihn zu einer mehrwöchigen Pause. In der Rückrunde der Saison 2014/15 bestritt er acht Bundesligaspiele, in denen er ohne Treffer blieb. Seine letzte Saison beim FC Bayern München beendete er mit seiner sechsten Meisterschaft.

#### Rückkehr zu Werder Bremen
Nach zwei Monaten ohne Verein kehrte Pizarro am 7. September 2015 erneut zu Werder Bremen zurück. Er unterschrieb einen Vertrag mit Laufzeit bis zum Ende der Saison 2015/16 und erhielt die Rückennummer „14“. Sein Comeback gab er am 13. September 2015, als er beim 3:1-Auswärtssieg bei der TSG 1899 Hoffenheim am 4. Spieltag in der 82. Spielminute von Trainer Viktor Skripnik, mit dem er noch während seiner ersten Bremer Zeit zusammen gespielt hatte, für Ulisses Garcia eingewechselt wurde und in der 92. Spielminute das zwischenzeitliche 2:1 von Anthony Ujah vorbereitete. Am 5. Februar 2016 bestritt er als erster Ausländer sein 400. Bundesligaspiel. Er war zum damaligen Zeitpunkt der einzige noch aktive Spieler mit mehr als 400 Bundesligaspielen. Am 2. März 2016, beim 4:1-Sieg von Werder bei Bayer Leverkusen, gelangen Pizarro als bislang ältestem Bundesligaspieler drei Treffer in einer Partie. Mit seinem 102. Bundesligator für Werder, erzielt am 16. April 2016 im Heimspiel gegen den VfL Wolfsburg, ist er nun auch erfolgreichster Torschütze des Vereins. Er überholte den langjährigen Rekordhalter Marco Bode, der 101 Treffer erzielt hatte. Zum Ablauf der Saison wurde seine Vertragslaufzeit um ein weiteres Jahr bis zum 30. Juni 2017 verlängert, anschließend jedoch nicht über das Saisonende 2016/17 hinaus.

#### 1. FC Köln
Am 29. September 2017 schloss sich Pizarro dem 1. FC Köln an, bei dem er einen bis zum Ende der Saison 2017/18 laufenden Vertrag erhielt. Nach einigen kleineren Verletzungen erzielte er am 4. März 2018 im Spiel gegen den VfB Stuttgart seinen ersten Treffer. Der 1. FC Köln verlor das Spiel 2:3. Am Saisonende stieg er mit dem 1. FC Köln als Tabellenletzter in die 2. Bundesliga ab. Er kam auf 16 Einsätze und ein Tor.

#### Erneute Rückkehr zu Werder Bremen
Zur Saison 2018/19 kehrte der 39-jährige Pizarro erneut zu Werder Bremen zurück, um seine Karriere bei dem Verein zu beenden, der im Jahre 1999 sein erster in Europa gewesen war. Er erhielt das Trikot mit der Rückennummer 4. Als Pizarro zwei Tage nach seinem 40. Geburtstag am 5. Oktober 2018 beim Spiel gegen den VfL Wolfsburg eingewechselt wurde, kam er als bis dahin erst neunter 40-jähriger Spieler zu einem Bundesligaeinsatz. Mit dem 1:1-Ausgleichstreffer bei Hertha BSC am 16. Februar 2019 löste er Mirko Votava (ebenfalls Werder Bremen) als ältesten Bundesliga-Torschützen ab (40 Jahre und 136 Tage). Mit dem Treffer erzielte er einen weiteren Rekord: Als erster Spieler der Bundesliga traf er in 21 aufeinanderfolgenden Kalenderjahren (zuvor Klaus Fischer (20 Jahre)). Nach weiteren Treffern steht sein Rekord inzwischen bei 40 Jahren und 227 Tagen (letzter Treffer am 18. Mai 2019 zum 2:1 Endstand gegen RB Leipzig).
Am letzten Spieltag der Saison 2018/19 verlängerte Pizarro seine Vertragslaufzeit nochmal um ein weiteres Jahr.
In der ersten Hauptrunde des DFB-Pokals 2019/20 traf Pizarro beim 6:1 gegen Atlas Delmenhorst zweimal und ist damit der älteste Doppeltorschütze in diesem Wettbewerb.
In seiner letzten Ligasaison kam Pizarro auf 18 Spiele, konnte aber kein Tor mehr erzielen. Sein letztes Pflichtspiel bestritt er am 27. Juni 2020, dem letzten Spieltag, wobei er in der 88. Minute eingewechselt wurde. In den beiden Relegationsspielen gegen den 1. FC Heidenheim um den Ligaverbleib wurde er nicht mehr eingesetzt. Am 24. September 2022 fand sein Abschiedsspiel im Weserstadion vor 42.000 Zuschauern statt.

### Nationalmannschaft

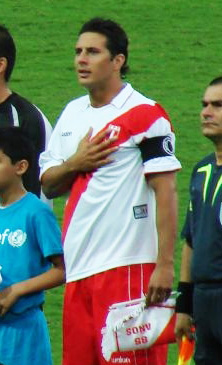
Pizarro als Kapitän der peruanischen Nationalmannschaft (2007)

Pizarro war Kapitän der peruanischen A-Nationalmannschaft, die die Qualifikation für die Weltmeisterschaft 2006 in Deutschland verpasste. In elf Qualifikationsspielen, in denen er eingesetzt wurde, erzielte er ein Tor. Zuvor hatte Pizarro mit der Nationalmannschaft schon an der Copa América 2004 teilgenommen, bei der das Team im Viertelfinale an der Auswahl Argentiniens scheiterte. In einer Partie erlitt er einen Schädeldeckenanriss und fiel mehrere Monate aus.
Im Oktober 2006 handelte er sich Ärger mit dem Nationaltrainer Franco Navarro ein, als er nur zu einem von zwei Länderspielen gegen den Erzrivalen Chile antrat, um wieder rechtzeitig zum FC Bayern München zurückkehren zu können. Für den Fall einer Bestrafung seitens der FIFA oder des F.P.F. drohte er mit seinem Rücktritt aus der Nationalmannschaft. In einem Brief bat Pizarro schließlich den peruanischen Fußballverband, nicht mehr für Länderspiele nominiert zu werden, solange Navarro Nationaltrainer ist. Im Juli 2008 wurde die verbandsinterne Sperre für am Boykott beteiligte Spieler aufgehoben. Trotzdem wurde Pizarro zunächst nicht mehr berücksichtigt. Am 29. März 2011 kam er im Test-Länderspiel gegen die Auswahl Ecuadors in Den Haag wieder zum Einsatz. Am 17. Juni 2011 erlitt er in einem Trainingsspiel der Nationalmannschaft einen Innenbandriss, somit fiel er für die Copa América 2011 aus. 2015 nahm er erneut an der Copa América teil, kam in den Gruppenspielen gegen die Auswahl Venezuelas, gegen die er den 1:0-Siegtreffer erzielte, und gegen Kolumbien zum Einsatz, wobei er zu seiner Überraschung von Carlos Lobatón die Kapitänsbinde überreicht bekam. Er spielte auch im Viertelfinale gegen die Auswahl Boliviens und im mit 1:2 verlorenen Halbfinale gegen den späteren Turniersieger Chile. 2016 verzichtete Trainer Ricardo Gareca bei der 100-jährigen Jubiläumsausgabe der Copa América auf Pizarro. Für die Weltmeisterschaft 2018 wurde er nicht für den peruanischen Kader nominiert. Insgesamt absolvierte der Peruaner 85 A-Länderspiele und erzielte dabei 20 Treffer.

## Nach der Zeit als Aktiver
Pizarro hat Mitte September 2020 einen Vertrag als Botschafter des FC Bayern München unterschrieben. Außer dem Peruaner sind bereits Giovane Elber, Lothar Matthäus und Bixente Lizarazu für den Verein als Botschafter des Klubs engagiert. Festes Mitglied der FC Bayern Legends wird Pizarro ebenfalls.
Am 24. September 2022 fand im Weserstadion Pizarros Abschiedsspiel statt.

## Erfolge
Vereine
- Klub-Weltmeister 2013 (FC Bayern München)
- Weltpokal-Sieger 2001 (FC Bayern München)
- UEFA-Super-Cup-Sieger 2013 (FC Bayern München)
- UEFA Champions League 2013 (FC Bayern München)
- UEFA-Champions-League-Finalist 2008 (FC Chelsea)
- UEFA-Pokal-Finalist 2009 (Werder Bremen)
- Deutscher Meister 2003, 2005, 2006, 2013, 2014, 2015 (FC Bayern München)
- DFB-Pokal-Sieger 2003, 2005, 2006, 2013, 2014 (FC Bayern München), 2009 (Werder Bremen)
- DFB-Pokal-Finalist 2000, 2010 (Werder Bremen)
- Ligapokal 2004 (FC Bayern München)
- DFL-Supercup 2012 (FC Bayern München)

Nationalmannschaft
- Dritter der Copa América 2015

Bundesliga
- Am 23. Oktober 2010 (9. Spieltag; Borussia Mönchengladbach – Werder Bremen 1:4) wurde er mit seinem 134. Tor (im 287. Spiel) der erfolgreichste ausländische Torschütze der Bundesliga (bis dahin: Giovane Élber, 133 Tore/260 Spiele). Abgelöst wurde er am 9. März 2019 (25. Spieltag) durch den Polen Robert Lewandowski, der beim 6:0-Sieg des FC Bayern München gegen den VfL Wolfsburg seine Tore 196 und 197 erzielte.[44] Pizarros aktueller Stand an jenem Datum waren 195 Tore in 467 Spielen.
- Seit dem 25. September 2012 (5. Spieltag; FC Bayern München – VfL Wolfsburg 3:0) und seinem 337. Bundesligaeinsatz ist er der am häufigsten eingesetzte ausländische Spieler. Am 5. Februar 2016 (20. Spieltag, Borussia Mönchengladbach – Werder Bremen 5:1) bestritt er als erster ausländischer Spieler sein 400. Bundesligaspiel. Pizarro ist der insgesamt 65. Spieler, der diese Marke erreicht hat. Am 29. September 2018 (6. Spieltag, VfB Stuttgart – Werder Bremen 2:1) bestritt er als erster ausländischer Spieler sein 450. Bundesligaspiel.
- Seit dem 2. März 2016 ist Pizarro der älteste Dreifachtorschütze der Bundesliga (37 Jahre und 151 Tage).
- Rekordtorschütze des SV Werder Bremen mit 109 Bundesligatoren.
- Seit dem 16. Februar 2019 ist er nach seinem 195. Bundesligatreffer der älteste Torschütze der Bundesliga (40 Jahre und 136 Tage).[45]
- Am 4. Mai 2019 (32. Spieltag) erzielte er beim 2:2-Unentschieden im Heimspiel gegen Borussia Dortmund das Tor zum Endstand; bei seinem 196. Bundesligator war er 40 Jahre und 213 Tage alt, damit steigerte er die Bestmarke um 77 Tage.[46] Diese steigerte er erneut um weitere 14 Tage, da er am 18. Mai 2019 (34. Spieltag) mit dem 2:1-Siegtreffer im Heimspiel gegen RB Leipzig erneut traf.
- Am 8. Dezember 2019 (14. Spieltag) wurde er, durch das Spiel gegen den SC Paderborn, zum Spieler, der gegen die meisten Gegner (38 Mannschaften) in der Geschichte der Bundesliga gespielt hat.[47]

DFB-Pokal
- Pizarro ist zusammen mit Franck Ribéry der ausländische Spieler, der den Pokal am häufigsten (insgesamt sechsmal) gewonnen hat und am häufigsten im Finale stand (achtmal).[48]
- Pizarro ist der erfolgreichste ausländische Torschütze und ausländischer Rekordspieler im DFB-Pokal, der in insgesamt 58 Partien für Bayern München und Werder Bremen 37 Tore erzielte.[48]
- In der ersten Hauptrunde des DFB-Pokals 2019/20 traf Pizarro beim 6:1 gegen Atlas Delmenhorst zweimal und ist damit der älteste Doppeltorschütze in diesem Wettbewerb.

## Auszeichnungen

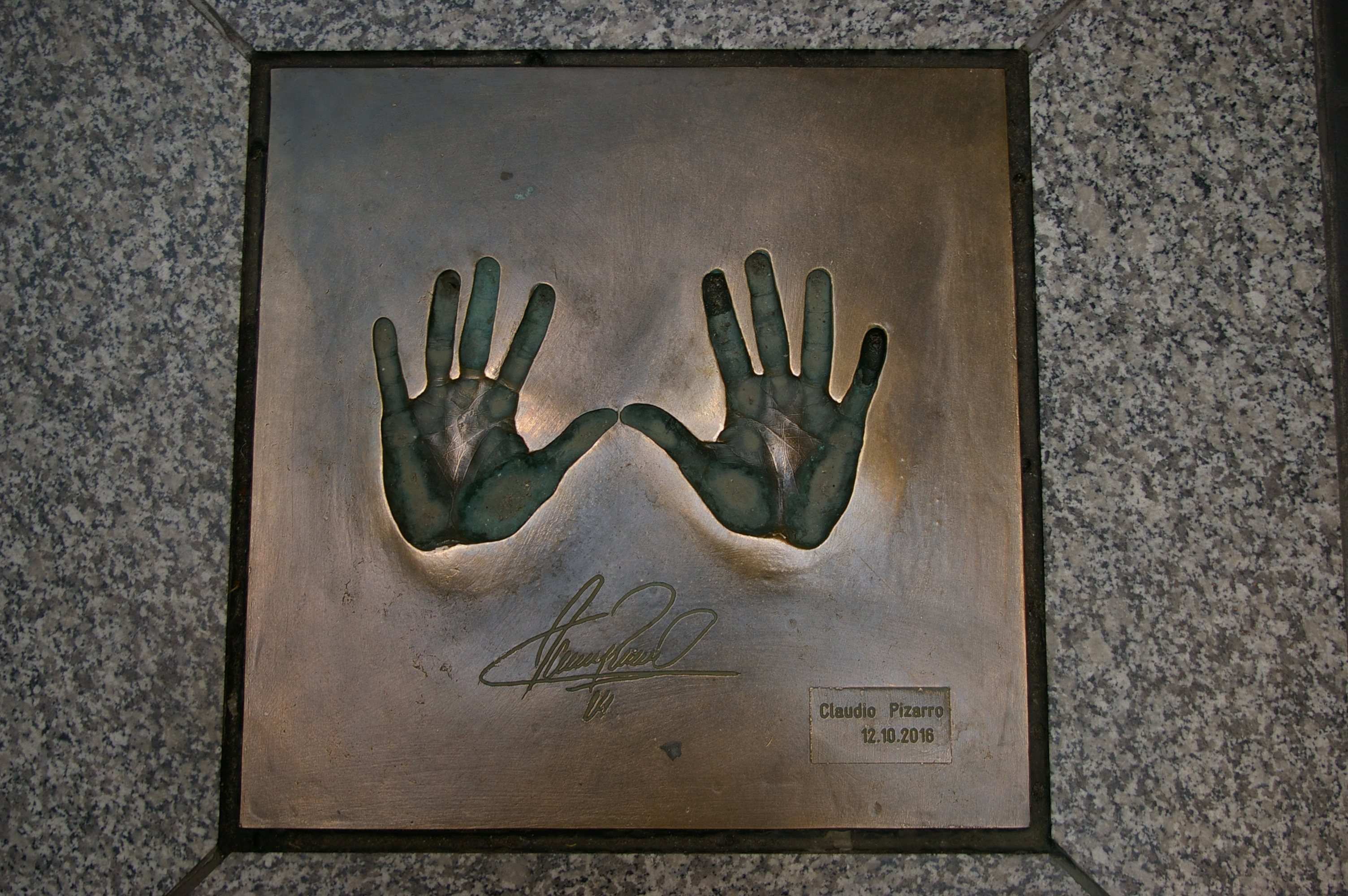
Handabdruck von Claudio Pizarro in der Lloyd-Passage Bremen

- Torschützenkönig der UEFA Europa League: 2010 (9 Tore neben Óscar Cardozo)
- DFB-Pokal-Torschützenkönig: 2005 (6 Tore neben Carsten Jancker), 2006 (5 Tore)
- Top Scorer DFB-Pokal 2005, 2009
- Torschütze des Monats: Februar 2001[49] September 2008,[50] Mai 2010,[51] Mai 2014[52]
- Einstufung „Weltklasse“ in der Rangliste des deutschen Fußballs: Sommer 2001
- Bundesliga-Tor der Saison: 2015/16
- 2016: Handabdrücke in der Mall of Fame
- 2018: Bambi (Sport)
- 2019: Ehrenpreis der DFL[53]
- 2025: Ehrenprofessor (Profesor Honorario) der privaten Universidad Peruana de Ciencias Aplicadas (UPC) in Lima[54][55]

## Sonstiges
Pizarro heiratete 1999 seine Schulfreundin und Jugendliebe, die am 17. Oktober 1999 das erste gemeinsame Kind, einen Sohn, zur Welt brachte. Insgesamt hat das Paar drei Kinder.
Sein jüngerer Bruder Diego Enrique Pizarro Bosio (* 1990) ist ebenfalls Fußballer, er steht seit Januar 2016 beim peruanischen Verein Academia Deportiva Cantolao unter Vertrag. Zwischen 2005 und 2009 spielte er im Nachwuchsbereich des FC Bayern München.
Zusammen mit seinem ehemaligen Bremer Mitspieler Tim Borowski gehört Pizarro unter anderem der Hengst „Black Arrow“. Trainiert wird das Rennpferd von Andreas Wöhler, Chef des Gestüts Ravensberg in Gütersloh. Am 21. August 2011 war Black Arrow beim Ascot-Renntag in Hannover zu seinem ersten Sieg gesprintet, geritten von Jockey Eduardo Pedroza. Darüber hinaus besitzen Pizarro und Borowski zusammen mit Thomas Müller als Besitzergemeinschaft das Galopprennpferd „El Tren“.

## Saisonübersicht
| Verein             | Liga             | Saison          | Liga   | Liga | Nat. Pokal | Nat. Pokal | Europapokal | Europapokal | Andere | Andere | Gesamt | Gesamt |
| Verein             | Liga             | Saison          | Spiele | Tore | Spiele     | Tore       | Spiele      | Tore        | Spiele | Tore   | Spiele | Tore   |
| ------------------ | ---------------- | --------------- | ------ | ---- | ---------- | ---------- | ----------- | ----------- | ------ | ------ | ------ | ------ |
| Deportivo Pesquero | Primera División | 1996            | 16     | 3    | –          | –          | –           | –           | –      | –      | 16     | 3      |
| Deportivo Pesquero | Primera División | 1997            | 25     | 8    | –          | –          | –           | –           | –      | –      | 25     | 8      |
| Gesamt             | Gesamt           | Gesamt          | 41     | 11   | –          | –          | –           | –           | –      | –      | 41     | 11     |
| Alianza Lima       | Primera División | 1998            | 22     | 7    | –          | –          | 11          | 2           | –      | –      | 33     | 9      |
| Alianza Lima       | Primera División | 1999            | 22     | 18   | –          | –          | –           | –           | –      | –      | 22     | 18     |
| Gesamt             | Gesamt           | Gesamt          | 44     | 25   | –          | –          | 11          | 2           | –      | –      | 55     | 27     |
| Werder Bremen      | Bundesliga       | 1999/00         | 25     | 10   | 5          | 2          | 9           | 3           | –      | –      | 39     | 15     |
| Werder Bremen      | Bundesliga       | 2000/01         | 31     | 19   | 1          | 0          | 5           | 4           | –      | –      | 37     | 23     |
| Gesamt             | Gesamt           | Gesamt          | 56     | 29   | 6          | 2          | 14          | 7           | –      | –      | 76     | 38     |
| FC Bayern München  | Bundesliga       | 2001/02         | 30     | 15   | 4          | 0          | 16          | 4           | –      | –      | 50     | 19     |
| FC Bayern München  | Bundesliga       | 2002/03         | 31     | 15   | 7          | 2          | 7           | 2           | –      | –      | 45     | 19     |
| FC Bayern München  | Bundesliga       | 2003/04         | 31     | 11   | 5          | 1          | 7           | 0           | –      | –      | 43     | 12     |
| FC Bayern München  | Bundesliga       | 2004/05         | 23     | 11   | 5          | 6          | 7           | 4           | –      | –      | 35     | 21     |
| FC Bayern München  | Bundesliga       | 2005/06         | 26     | 11   | 6          | 5          | 6           | 1           | –      | –      | 38     | 17     |
| FC Bayern München  | Bundesliga       | 2006/07         | 33     | 8    | 2          | 0          | 10          | 4           | –      | –      | 45     | 12     |
| Gesamt             | Gesamt           | Gesamt          | 174    | 71   | 29         | 14         | 53          | 15          | –      | –      | 256    | 100    |
| FC Chelsea         | Premier League   | 2007/08         | 21     | 2    | 9          | 0          | 2           | 0           | –      | –      | 32     | 2      |
| FC Chelsea         | Premier League   | 2009/10         | –      | –    | –          | –          | –           | –           | –      | –      | –      | –      |
| Gesamt             | Gesamt           | Gesamt          | 21     | 2    | 9          | 0          | 2           | 0           | –      | –      | 32     | 2      |
| Werder Bremen      | Bundesliga       | 2008/09         | 26     | 17   | 5          | 4          | 15          | 7           | –      | –      | 46     | 28     |
| Werder Bremen      | Bundesliga       | 2009/10         | 26     | 16   | 4          | 1          | 10          | 12          | –      | –      | 40     | 29     |
| Werder Bremen      | Bundesliga       | 2010/11         | 22     | 9    | 2          | 2          | 5           | 3           | –      | –      | 29     | 14     |
| Werder Bremen      | Bundesliga       | 2011/12         | 29     | 18   | –          | –          | –           | –           | –      | –      | 29     | 18     |
| Gesamt             | Gesamt           | Gesamt          | 103    | 60   | 11         | 7          | 30          | 22          | –      | –      | 144    | 89     |
| FC Bayern München  | Bundesliga       | 2012/13         | 20     | 6    | 2          | 3          | 6           | 4           | –      | –      | 28     | 13     |
| FC Bayern München  | Bundesliga       | 2013/14         | 17     | 10   | 2          | 3          | 6           | 0           | –      | –      | 25     | 13     |
| FC Bayern München  | Bundesliga       | 2014/15         | 13     | 0    | 2          | 1          | 2           | 0           | –      | –      | 17     | 1      |
| Gesamt             | Gesamt           | Gesamt          | 50     | 16   | 6          | 7          | 14          | 4           | –      | –      | 70     | 27     |
| Werder Bremen      | Bundesliga       | 2015/16         | 28     | 14   | 4          | 2          | –           | –           | –      | –      | 32     | 16     |
| Werder Bremen      | Bundesliga       | 2016/17         | 19     | 1    | –          | –          | –           | –           | –      | –      | 19     | 1      |
| Gesamt             | Gesamt           | Gesamt          | 47     | 15   | 4          | 2          | –           | –           | –      | –      | 51     | 17     |
| 1. FC Köln         | Bundesliga       | 2017/18         | 16     | 1    | –          | –          | –           | –           | –      | –      | 16     | 1      |
| Gesamt             | Gesamt           | Gesamt          | 16     | 1    | –          | –          | –           | –           | –      | –      | 16     | 1      |
| Werder Bremen      | Bundesliga       | 2018/19         | 26     | 5    | 4          | 2          | –           | –           | –      | –      | 30     | 7      |
| Werder Bremen      | Bundesliga       | 2019/20         | 18     | 0    | 1          | 2          | –           | –           | –      | –      | 19     | 2      |
| Gesamt             | Gesamt           | Gesamt          | 44     | 5    | 5          | 4          | –           | –           | –      | –      | 49     | 9      |
| Karriere gesamt    | Karriere gesamt  | Karriere gesamt | 596    | 235  | 70         | 36         | 124         | 50          | –      | –      | 790    | 321    |

- Quellen: https://www.national-football-teams.com/player/5170/Claudio_Pizarro.html, https://www.footballdatabase.eu/football.joueurs.claudio.pizarro.3308.en.html (Stand: Saisonende 2019/20)